# 14310 Shuttleworth
14310 Shuttleworth è un asteroide della fascia principale. Scoperto nel 1966, presenta un'orbita caratterizzata da un semiasse maggiore pari a 2,7075397 UA e da un'eccentricità di 0,1636767, inclinata di 2,62941° rispetto all'eclittica.